# Horsfieldia whitmorei
Horsfieldia whitmorei е вид растение от семейство Myristicaceae. Видът е незастрашен от изчезване.

## Разпространение
Разпространен е в Папуа-Нова Гвинея и Соломоновите острови.